# Чайки
Ча́йки (лат. Larus) — наиболее многочисленный род птиц семейства чайковых, обитающих как на морских просторах, так и на внутренних водоёмах. Многие виды считаются синантропными — они живут вблизи человека и получают от этого выгоду.
Как правило, это крупные либо среднего размера птицы, с белым или серым оперением, часто с чёрными отметинами на голове или крыльях. Одними из отличительных характеристик являются сильный, слегка загнутый на конце клюв, и хорошо развитые плавательные перепонки на ногах. У некоторых видов на конце нижней части клюва есть красное пятно, которое выполняет роль сигнального раздражителя, побуждающего родителей к кормлению птенцов (голодные птенцы трогают своим клювом это пятно, тем самым провоцируя у родителей рефлекс отрыгивания пищи).
Систематика крупных видов чаек зачастую сложна — разные орнитологи выделяют от двух до восьми видов из групп серебристых чаек или клуш. К тому же, для чаек свойственно межвидовое скрещивание, когда гибридное потомство обладает промежуточными характеристиками.

## Классификация
Международный союз орнитологов включают в род 25 видов:
- Larus pacificus Latham, 1801 — Большеклювая чайка
- Larus belcheri Vigors, 1829 — Чайка Симеона[1]
- Larus crassirostris Vieillot, 1818 — Чернохвостая чайка
- Larus atlanticus Olrog, 1958 — Чайка Олрога[6]
- Larus heermanni Cassin, 1852 — Чайка Хеерманна
- Larus canus Linnaeus, 1758 — Сизая чайка
- Larus brachyrhynchus Richardson, 1831
- Larus delawarensis Ord, 1815 — Делавэрская чайка
- Larus livens Dwight, 1919 — Желтоногая чайка[7]
- Larus occidentalis Audubon, 1839 — Западная чайка
- Larus cachinnans Pallas, 1811 — Хохотунья
- Larus dominicanus Lichtenstein, 1823 — Доминиканская чайка
- Larus argentatus Pontoppidan, 1763 — Серебристая чайка
- Larus vegae Palmén, 1887 — Восточносибирская чайка
- Larus mongolicus Sushkin, 1925
- Larus michahellis J. F. Naumann, 1840 — Средиземноморская чайка
- Larus armenicus Buturlin, 1934 — Армянская чайка
- Larus marinus Linnaeus, 1758 — Морская чайка
- Larus hyperboreus Gunnerus, 1767 — Бургомистр
- Larus fuscus Linnaeus, 1758 — Клуша
  - * Larus fuscus heuglini Bree, 1876 — Восточная клуша или халей
- Larus californicus Lawrence, 1854 — Калифорнийская чайка
- Larus smithsonianus Coues, 1862 — Американская серебристая чайка
- Larus glaucescens J. F. Naumann, 1840 — Серокрылая чайка
- Larus schistisagus Stejneger, 1884 — Тихоокеанская чайка
- Larus glaucoides B. Meyer, 1822 — Полярная чайка, или исландская чайка

Некоторые виды, ранее относимые к роду чаек, в результате молекулярно-генетических исследований перенесены в роды Chroicocephalus, Ichthyaetus, Leucophaeus, Rissa и др.